# Eduard Franke
Eduard August Hermann Franke (Pseudonyme: Ladislaus Franek, Soliman Narfek) (* 28. Mai 1815 in Altenburg; † 21. Juni 1894 ebenda) war ein deutscher Lehrer, Pfarrer und Dichter.

## Leben
Als Sohn eines Bürgers und Stubenmalers geboren, studierte Franke nach dem Besuch des Gymnasiums in Altenburg Evangelische Theologie in Jena. Während seines Studiums wurde er 1836 Mitglied der Jenaischen Burschenschaft und des Akademischen Gesangvereins.
Nach seinem Studium leitete er zwei Privatschulen in Altenburg. 1847 wurde er in Altenburg ordiniert. Er wurde 1847 Vikar und 1849 Pfarrer in Oberlödla bei Altenburg. 1872 wurde er Pfarrer in Zschernitzsch bei Altenburg. 1889 wurde Franke emeritiert.

## Veröffentlichungen (Auswahl)
- Der Verstorbene. Lustspiel. Kassel 1850.
- Qui pro quo. Lustspiel. Kassel 1850.
- Eine Gefälligkeit ist der andern werth. Komisches Bild aus dem Leben in einem Akt. Kassel 1851.
- Der Wortbruch. Drama in drei Aufzügen. Kassel 1853.
- Am Hofe Heinrich IV. Historisches Lustspiel in 3 Akten. Berlin 1854.
- Häusliche Scenen. Lustspiel in einem Akt. Berlin 1857.